# 佩特拉·波兰克
佩特拉·波兰克（2000年8月17日—），斯洛文尼亞女子羽毛球運動員。

## 簡歷
2015年8月，佩特拉·波兰克出戰斯洛伐克羽毛球公開賽，與尼卡·阿里合作拿得女子雙打比賽亞軍。

## 主要比賽成績
只列出曾進入準決賽的國際賽事成績：
| 年份   | 賽事                       | 公開賽級別 | 項目     | 拍檔          | 成績   |
| ------ | -------------------------- | ---------- | -------- | ------------- | ------ |
| 2015年 | 斯洛伐克羽毛球公開賽       | 未來系列賽 | 女子雙打 | 尼卡·阿里     | 亞軍   |
| 2016年 | 克羅地亞羽毛球國際賽       | 未來系列賽 | 女子雙打 | 尼卡·阿里     | 準決賽 |
| 2018年 | 斯洛文尼亞羽毛球未來系列賽 | 未來系列賽 | 混合雙打 | 米哈·伊萬契奇 | 冠軍   |
| 2019年 | 捷克羽毛球公開賽           | 未來系列賽 | 女子單打 | －            | 準決賽 |
| 2019年 | 捷克羽毛球公開賽           | 未來系列賽 | 混合雙打 | 米哈·伊萬契奇 | 準決賽 |
| 2019年 | 斯洛維尼亞羽毛球未來系列賽 | 未來系列賽 | 混合雙打 | 米哈·伊萬契奇 | 冠軍   |
| 2020年 | 斯洛伐克羽毛球公開賽       | 未來系列賽 | 混合雙打 | 米哈·伊萬契奇 | 準決賽 |
| 2020年 | 保加利亞羽毛球國際賽       | 未來系列賽 | 混合雙打 | 米哈·伊萬契奇 | 亞軍   |
| 2022年 | 聖多明哥羽毛球公開賽       | 國際系列賽 | 女子單打 | －            | 亞軍   |
| 2022年 | 斯洛文尼亞羽毛球未來系列賽 | 未來系列賽 | 混合雙打 | 米哈·伊萬契奇 | 亞軍   |
| 2023年 | 烏干達羽毛球國際挑戰賽     | 國際挑戰賽 | 混合雙打 | 米哈·伊萬契奇 | 準決賽 |
| 2023年 | 喀麥隆羽毛球國際賽         | 國際系列賽 | 混合雙打 | 米哈·伊萬契奇 | 亞軍   |
| 2023年 | 拉各斯羽毛球國際經典賽     | 國際挑戰賽 | 混合雙打 | 米哈·伊萬契奇 | 亞軍   |
| 2023年 | 匈牙利羽毛球國際賽         | 國際系列賽 | 混合雙打 | 米哈·伊萬契奇 | 準決賽 |
| 2024年 | 哈薩克羽毛球國際挑戰賽     | 國際挑戰賽 | 混合雙打 | 米哈·伊萬契奇 | 準決賽 |
| 2024年 | 斯洛文尼亞羽毛球未來系列賽 | 未來系列賽 | 混合雙打 | 米哈·伊萬契奇 | 冠軍   |

| 2007-2017年 | 首要超級賽 | 超級賽 | 黃金大獎賽 | 大獎賽 | 國際挑戰賽 | 國際系列賽 | 未來系列賽 | 其他 |

| 2018-2026年 | 總決賽 | 超級1000賽 | 超級750賽 | 超級500賽 | 超級300賽 | 超級100賽 | 國際挑戰賽 | 國際系列賽 | 未來系列賽 | 其他 |